# Piper silvigaudens
Piper silvigaudens är en pepparväxtart som beskrevs av Truman George Yuncker. Piper silvigaudens ingår i släktet Piper och familjen pepparväxter. Inga underarter finns listade i Catalogue of Life.